# Gitte Dæhlin
Gitte Dæhlin (Oslo, 21 de junio de 1956 - 2 de diciembre de 2012) fue escultora noruega, artista textil y caricaturista. Además, hija de la ceramista Lisbeth Dæhlin y del crítico de arte Erik Dæhlin. A partir de 1977 residió en Chiapas (México), cerca a la frontera con Guatemala.

## Biografía
La artista estudió en Bournemouth & Poole College Of Arts (Inglaterra) y en la West Norway Art Academy (Noruega). Realizó su primera exposición en junio de 1980 con una muestra individual de esculturas textiles en la Gallery Dobloug. Ese mismo otoño participó en la Bienal de la Juventud de París. La National Gallery compró dos esculturas textiles de Dæhlin de la década de 1980. Estas dos obras son Quitar participante y Departamento cerrado.

## Exposiciones
En 1986 realizó una exposición donde se inspiró en los pueblos indígenas de la zona. 
Su exposición más grande en el Reino Unido fue "UrRo" en el Museo de Arte de Lillehammer en 2010. 

### Rebaño (2010)
En el 2011, 21 figurillas de bronce realizadas por Dæhlin se colocaron en el paisaje de Sygard Grytting en Sør-Fron. Estas 21 esculturas eran parte del trabajo Rebaño, y fueron instaladas en una misión de la fundación Sparebankstiftelsen DNB, a través del proyecto Skulpturstopp. El trabajo es de 2010 y lleva el título en español Respiro a la tierra.

## Documental
El cineasta Inge-Lise Langfeldt hizo la película Billete de ida sobre las esculturas de Dæhlin. La película se estrenó en el Museo de Arte de Lillehammer.